# Дуров, Валерий Александрович
Вале́рий Алекса́ндрович Ду́ров (23 февраля 1943, Москва, СССР — 28 сентября 2019) — советский и российский историк-фалерист, ведущий научный сотрудник Государственного Исторического музея. Основоположник советской-российской фалеристики как науки.

## Биография
Дуров является автором более 20 монографий и свыше 300 научно-исследовательских статей по отечественным и зарубежным наградам. Валерий Александрович Дуров первым в СССР начал подразделять награды по типам и разновидностям.
Член Комитета памяти Маршала Советского Союза Г. К. Жукова. Награждён государственными наградами СССР, России, ведомственными наградами ФСБ и Министерства обороны РФ.
Удостоен почётного знака «Маршал Жуков» 2-й степени Комитета памяти Маршала Советского Союза Г. К. Жукова.
В 1954 году снялся в эпизоде фильма «Верные друзья». В 1982 году снялся в фильме «Гонки по вертикали» в роли орденоведа.
18 ноября 2013 года стал лауреатом Международной премии имени академика В. П. Глушко «За пропаганду науки в литературе».